# Rue Vauvenargues
La rue Vauvenargues est une voie du 18e arrondissement de Paris, en France.

## Situation et accès
La rue Vauvenargues est une voie publique située dans le 18e arrondissement de Paris. Elle débute au 65, rue Damrémont et se termine au 153, boulevard Ney.

## Origine du nom

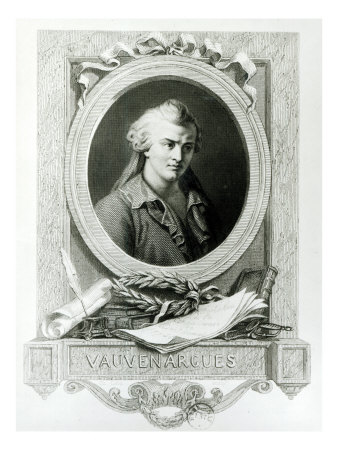
Luc de Clapiers, marquis de Vauvenargues.

Cette voie porte le nom de l'écrivain français, moraliste et aphoriste Luc de Clapiers, marquis de Vauvenargues (1715-1747).

## Historique
Cette voie est ouverte en 1863 et prend le nom de « rue Vauvenargues » le 10 février 1875.
Le 8 août 1918, durant la première Guerre mondiale, un obus lancé par la Grosse Bertha explose rue Vauvenargues.

## Bâtiments remarquables et lieux de mémoire

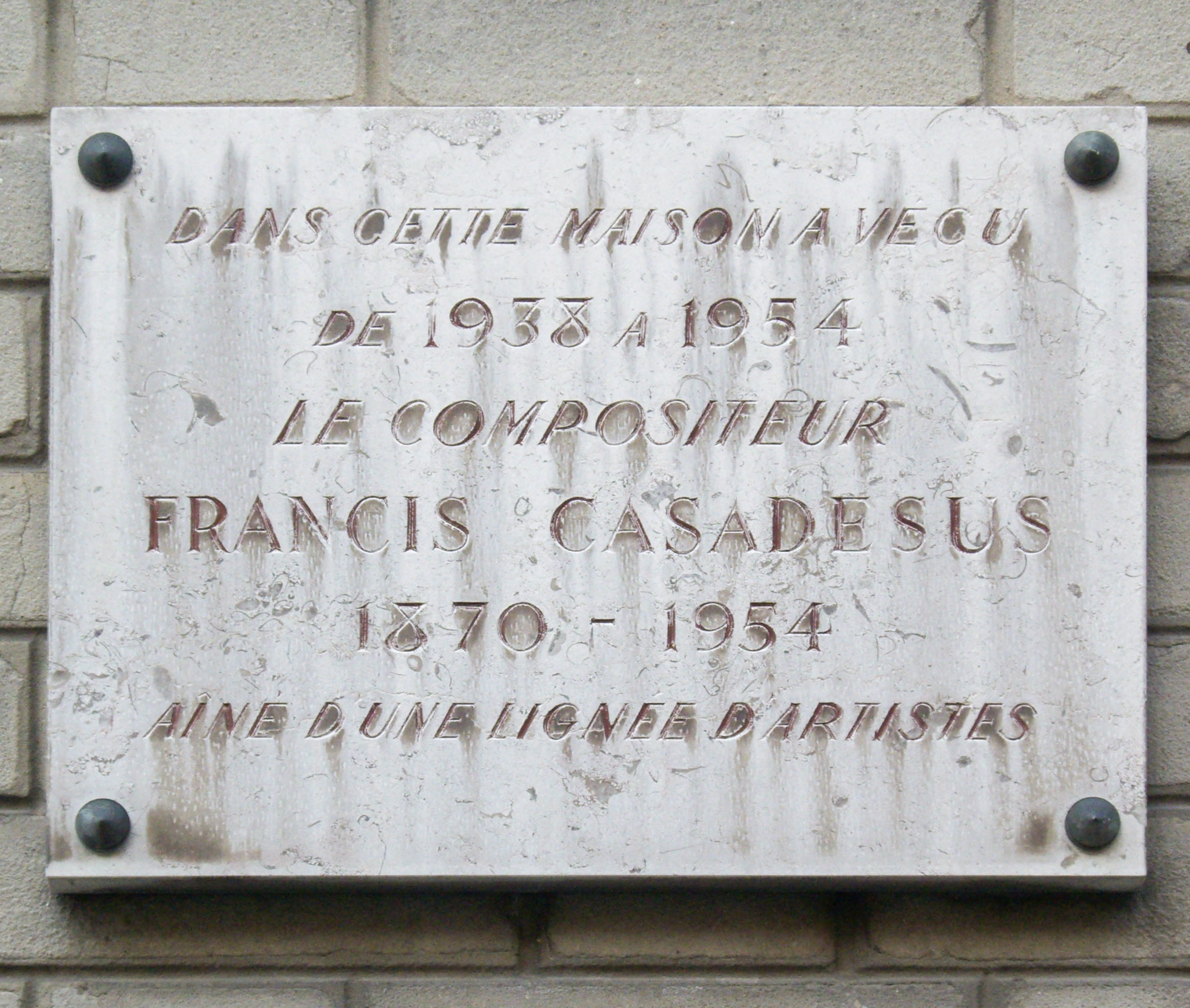
Nos 6-8 : plaque commémorative.

- Nos 6-8 : comme le signale une plaque en façade, Francis Casadesus y a vécu à partir de 1938 et y est mort en 1954.
- No 8 : Stéphane Pizella, artiste et journaliste, y a vécu de longues années.
- No 45 : immeuble d'habitation construit en 1928 par l'architecte Ch. Clain[3].